# Euphorbia nevadensis
Euphorbia nevadensis — вид рослин із родини молочайних (Euphorbiaceae), ендемік Іспанії.

## Опис
Це гола, ± сірувато-зелена, багаторічна рослина. Кореневище горизонтальне або косе, діаметром до 0.5 мм. Стебла 5–45 см, прямовисні або лежачі, прості або розгалужені від основи, іноді з бічними стерильними гілками і до 16 родючими бічними гілками. Листки 5–50 × 1.5–20 мм, від ланцетоподібних до широко яйцеподібних, сидячі, ± цілі або рідко злегка зубчасті. Променів зонтика 5–9. Циатій 1.5–3 мм, майже сидячий. Квітки жовті. Період цвітіння: літо. Коробочка 2.5–3.5(4) × 3–4(4.5) мм, майже куляста. Насіння 2–2.6 × 1.3–1.8 мм, яйцеподібна чи яйцеподібно-еліпсоїдна, гладке, сірувато-біле або темно-червоне.

## Поширення
Ендемік Іспанії. Населяє кам'янисті пасовища та чагарники, глей, схили та узлісся мезофільних лісів; 300–3000 метрів.